# Niculae Nedeff
Niculae Nedeff, né le 26 septembre 1928 à Bucarest et mort le 24 juillet 2017 à Bucarest, est un entraîneur roumain de handball. Considéré comme l'un des maîtres à penser du handball mondial, il a ainsi conduit les équipes nationales de Roumanie féminine et masculine à sept victoires aux championnats du monde.

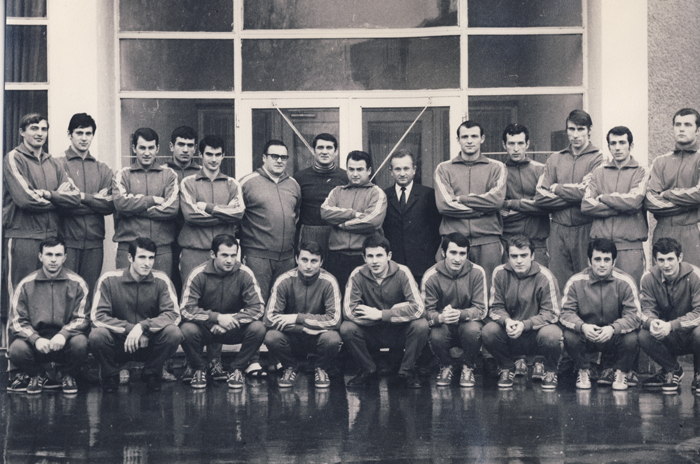
Niculae Nedeff au cœur de l'équipe championne du monde 1970.

## Biographie
En 1956, il devient entraîneur fédéral des équipes nationales masculines et féminines roumaines. Il a dirigé l'équipe féminine jusqu’en 1965 et a remporté trois titres de champion du monde avec l’équipe nationale, dont deux en handball à onze et un en salle. 
Avec l'équipe nationale masculine, il a remporté quatre titres mondiaux et une médaille de bronze avec l’équipe nationale masculine. Aux Jeux olympiques, il n'est pas parvenu à conduire la Roumanie au titre olympique, devant se contenter d'une médaille d'argent et de trois médailles de bronze.
Après 1989, il a été entraîneur à l'US Dunkerque puis au ThSV Eisenach en Allemagne.
Son frère, Mihai Nedef, était également un entraîneur reconnu au basket-ball.

## Palmarès
Le palmarès d'entraîneur de Nedeff est :
Roumanie féminine
- médaille d'or au Championnat du monde à onze 1956
- médaille d'or au Championnat du monde à onze 1960
- médaille d'or en Championnat du monde à sept 1962

Roumanie masculine
- Médaillé d'argent au Championnat du monde à onze 1959
- Médaillé d'or au Championnat du monde 1961
- Médaillé d'or au Championnat du monde 1964
- Médaillé de bronze au Championnat du monde 1967
- Médaillé d'or au Championnat du monde 1970
- Médaillé de bronze aux Jeux olympiques de 1972
- Médaillé d'or au Championnat du monde 1974
- Médaillé d'argent aux Jeux olympiques de 1976
- Médaillé de bronze aux Jeux olympiques de 1980
- Médaillé de bronze aux Jeux olympiques de 1984
- Médaillé de bronze aux Championnats du monde universitaire (en)